# Escala de Kinsey

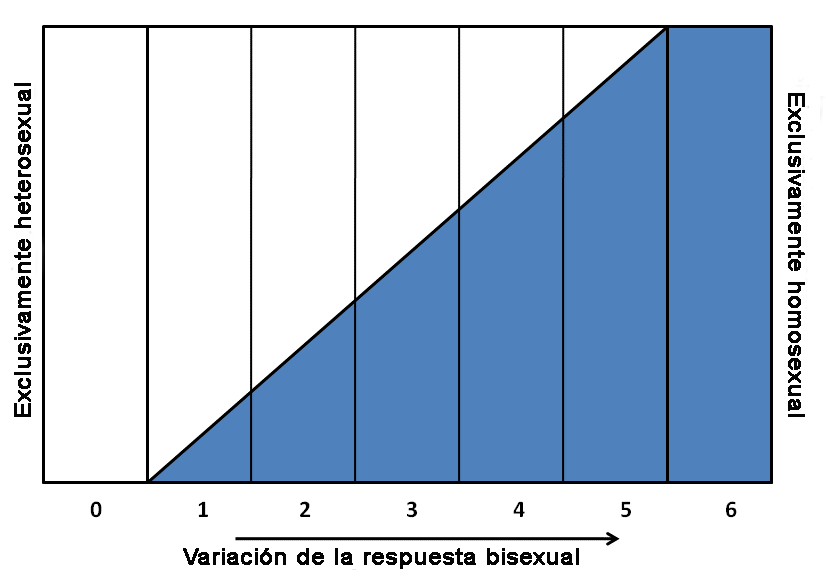
La escala de Kinsey establece una serie de 5 grados de bisexualidad, entre la homosexualidad (6) y la heterosexualidad (0) exclusivas, se indica en azul la proporción de prácticas homosexuales, siendo el grado 3 la bisexualidad completa.

La escala de Kinsey es una escala creada por el biólogo Alfred Kinsey en el Informe Kinsey, que establece siete diferentes grados de comportamientos sexuales, cuando tradicionalmente se consideraban sólo tres (heterosexual, bisexual y homosexual). Evaluando el historial sexual de una persona o los episodios de su actividad sexual en un tiempo dado, se usa una escala desde 0, es decir, exclusivamente heterosexual, hasta 6, es decir exclusivamente homosexual. Proporcionando una gradación en la orientación sexual, estableciendo grados de bisexualidad, siendo muy novedoso para su época por ser el primer estudio que plasmaba tal diversidad y se alejaba de la monosexualidad entonces comúnmente aceptada. Su primera publicación se hizo en el libro Conducta sexual en el varón (1948) por Alfred Kinsey, Wardell Pomeroy entre otros, que se extendió con el trabajo Conducta sexual en la mujer (1953). Los 7 primeros grados se enumeran en el primer volumen, y en el segundo tomo se añade un grado adicional, denominado X usado para la asexualidad.
Presentando la escala en el primer tomo del informe dedicado al hombre (aunque también la aplicaría a la mujer) Kinsey escribió:

El varón no es quien representa estas dos poblaciones distintas, heterosexual u homosexual. El mundo no puede ser dividido entre cabras y ovejas. Es un fundamento de la taxonomía en que la naturaleza raramente se enfrenta con categorías separadas... El mundo vivo es continuo en cada uno de sus aspectos.

Mientras enfatizo la continuidad de los grados entre las historias de los exclusivamente heterosexuales y los exclusivamente homosexuales, ha parecido deseable el revelar algunos tipos de clasificaciones que podrían estar basados en montones de experiencias heterosexuales y homosexuales, o las reacciones en cada historia... A un individuo le puede ser asignada una posición en esta escala, para cada periodo en su vida... Una escala de siete puntos está más cerca de mostrar los muchos grados que actualmente existen.

Los grados en la escala de heterosexualidad/homosexualidad que se presentan en el informe son:
| Rango | Descripción                                                                           | Porcentaje de contactos homosexuales | Porcentaje de contactos heterosexuales |
| ----- | ------------------------------------------------------------------------------------- | ------------------------------------ | -------------------------------------- |
| 0     | Exclusivamente heterosexual                                                           | 0%                                   | 100%                                   |
| 1     | Principalmente heterosexual, con contactos homosexuales esporádicos                   | 1%-25%                               | 99%-75%                                |
| 2     | Predominantemente heterosexual, aunque con contactos homosexuales más que esporádicos | 26%-49%                              | 74%-51%                                |
| 3     | Bisexual                                                                              | 50%                                  | 50%                                    |
| 4     | Predominantemente homosexual, aunque con contactos heterosexuales más que esporádicos | 51%-74%                              | 49%-26%                                |
| 5     | Principalmente homosexual, con contactos heterosexuales esporádicos                   | 75%-99%                              | 25%-1%                                 |
| 6     | Exclusivamente homosexual                                                             | 100%                                 | 0%                                     |
| X     | Asexual, el individuo no presenta atracción sexual                                    | 0%                                   | 0%                                     |

## Estadísticas del Informe Kinsey
- Hombres: El 11,6% de los varones blancos entre 20 y 35 años manifiestan un rango de 3 para este periodo de sus vidas.[3]
- Mujeres: El 7% de las mujeres solteras entre 20 y 35 años y el 4% de las casadas entre 20 y 30 años daban un rango de 3 para este período de sus vidas.[4] Del 2 al 6% de las mujeres, entre 20 y 35 años, se colocaban en un grado de 5.[5] Del 1 al 3% de las solteras entre 20 y 35 tenían un rango de 6.[6]